# Bitwa o Tal Afar
Bitwa o Tal Afar – akcja zbrojna w północno-zachodnim Iraku, przeprowadzona przez Stany Zjednoczone przy wsparciu wojsk irackich, przeciwko partyzanom w Tal Afar. Akcja została przeprowadzona w odpowiedzi na wzrastającą liczbę zamachów na żołnierzy amerykańskich oraz irackich.
W dniu 7 czerwca, armia USA prowadziła mało znaczące operacje w mieście.
Gdy siły USA wycofały się z Tal Afar, partyzanci zaatakowali miasto. Zabijali tam tych, którzy dołączyli do irackich sił policyjnych, wraz z ich rodzinami.
Premier Iraku Ibrahim al-Dżaafari ogłosił w sobotę 10 września zamknięcie przejścia granicznego z Syrią, w pobliżu miasta Tal Afar. Powodem tej decyzji było  rozpoczęcie operacji wojskowej na dużą skalę zmierzającej do „uwolnienia” obszarów wokół Tal Afar od rebeliantów i arabskich bojowników.
Dnia 18 września, armia amerykańska oraz irackie siły ponownie wkroczyły do Tal Afar, opanowanego przez partyzantów. Wybuchły ciężkie walki w mieście. W operacji siły amerykańskie straciły 6 żołnierzy, straty sił irackich są szacowane na około 20-30 żołnierzy.